# Цркве у сливу Белог Дрима
Цркве у сливу Белог Дрима, као заштићена непокретна културна добра имају статус споменика културе од изузетног значаја. Овим називом су обухваћени следећи цркве-споменици културе:
- Остаци манастира Светих Петра и Павла, Добра вода (СК 1382)
- Црква Богородичиног Ваведења у Долцу (СК 1383)
- Гробљанска црква Свете Петке у Дрснику (СК 1384)
- Црква Светог Николе у Млечанима (СК 1385)
- Црква Светог Николе у Чабићу (СК 1386)
- Црква Светог Николе у Кијеву (СК 1387)
- Црква Светог Димитрија - Доња црква у Пограђу (СК 1388)
- Горња црква у Пограђу (СК 1389)